# Марокко на летних Олимпийских играх 2008
Марокко принимала участие в Летних Олимпийских играх 2008 года в Пекине (Китай) в двенадцатый раз за свою историю, и завоевала одну серебряную и одну бронзовую медали.

## Серебро
- Лёгкая атлетика, мужчины, марафон — Жуад Гариб.

## Бронза
- Лёгкая атлетика, женщины, 800 метров — Хасна Бенхасси.